# Starting All Over Again (Mel & Tim)
Starting All Over Again is een single van het Amerikaanse duo Mel & Tim. Het is geschreven door Phillip Mitchell en werd in juli 1972 uitgebracht door Stax.De B-kant is It Hurts to Want It So Bad. Starting All Over Again was de tweede en laatste top 40-hit die de neven zouden scoren in de VS en Canada; het bleef vijf maanden in de Billboard Hot 100 mey #19 als hoogste notering. In de r&b-chart kwam het tot de vierde plaats. Mel & Tim vertolkten de single in de Soul Train-uitzending van 17 maart 1973; gastpresentator was zanger Al Green.

## Covers
- Johnnie Taylor in 1973, eveneens op Stax.
- Hall & Oates in 1990 op hun album Change of Season. Ze scoorden er in 1991 een top 20-hit mee in de Adult Contemporary Charts van de VS (#10) en Canada  (#11).
- Bobby Bland in 1992.
- Paul Jones, als titelnummer van zijn soloalbum uit 2009. Eric Clapton nam de gitaarpartij voor zijn rekening.